# ناثانيل باريت
ناثانيل باريت (بالإنجليزية: Nathaniel Barrett)‏ هو طبيب أمريكي، (ولد في مقاطعة لورنس في الولايات المتحدة 1861  م).